# Армяне в Турции

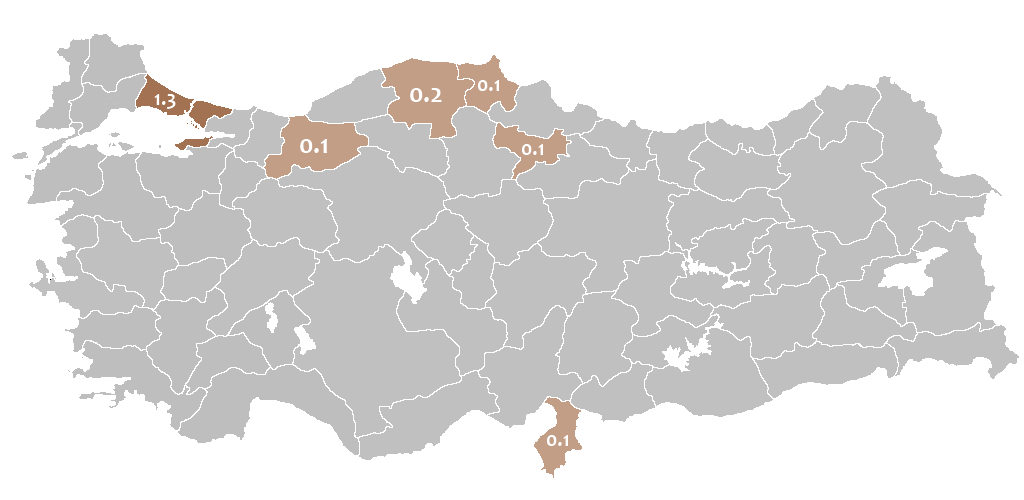
Доля жителей, для которых родным языком является армянский, по илам (1965)

Армяне (з.-арм. Հայերը Թուրքիոյ, тур. Türkiye Ermenileri) — коренной народ в Турции, проживавший на территории исторической Западной Армении. В начале XX века составляли около 17 % населения страны и были сосредоточены в основном в восточных провинциях Османской империи, где составляли большинство населения, однако после геноцида армян практически все были либо истреблены или изгнаны по приказу Энвер-паши, либо исламизированы и ассимилированы. Сегодня в Турции живут от 80 до 90 тысяч армян-христиан, преимущественно в Стамбуле. Численность армян-мусульман оценивается примерно в 400 тыс. По некоторым данным, в стране, помимо официальной статистики, могут насчитывать до нескольких миллионов криптоармян
Подавляющее большинство армянской диаспоры (около 7 миллионов человек) и не менее половины населения республики Армения — это потомки беженцев с территорий, входящих в состав современной Турции.

## История

### Численность

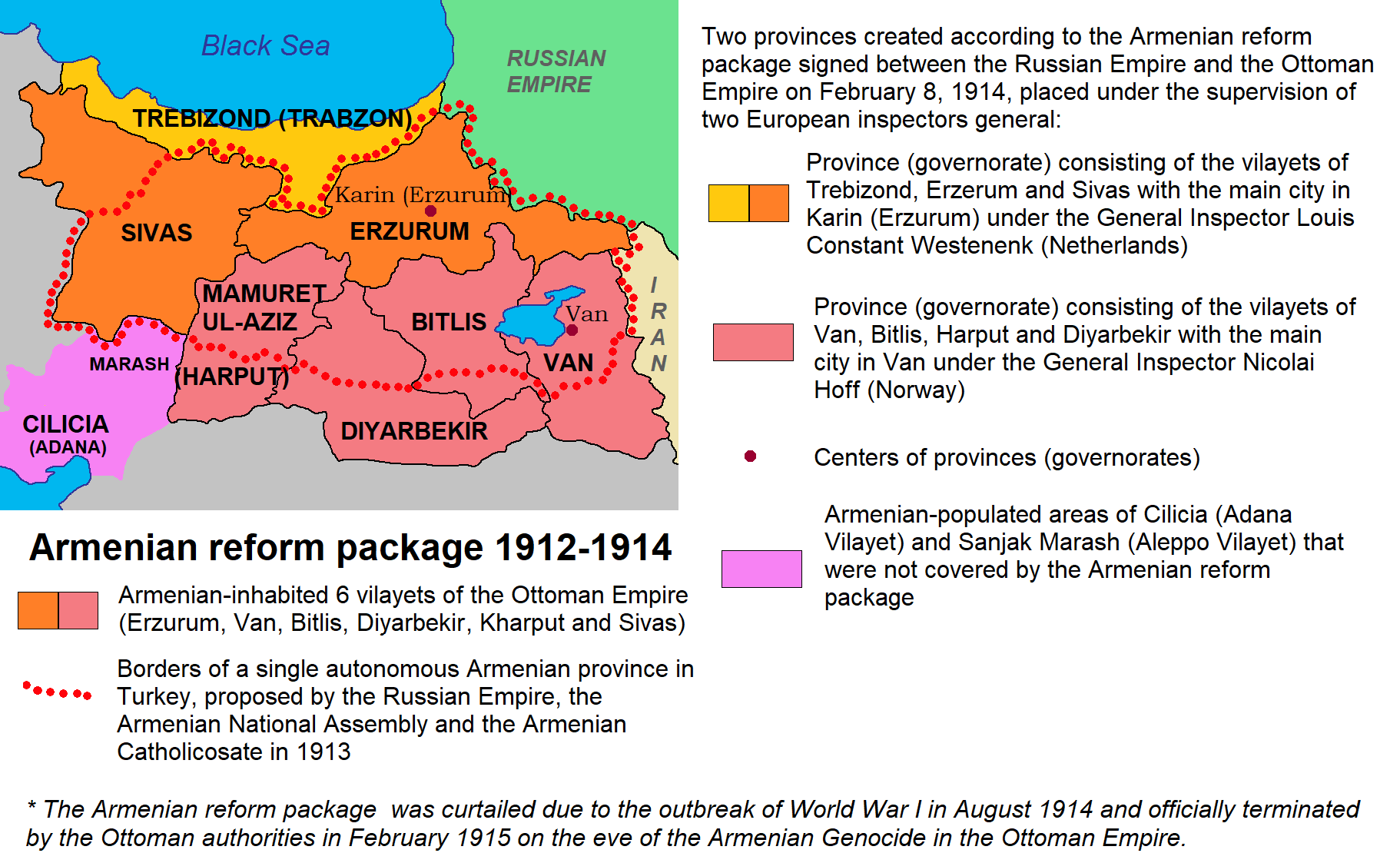
Административно-территориальное деление автономной Турецкой Армении согласно окончательному Проекту реформ в Османской империи, подписанному 8 февраля 1914 года представителями Османской империи и Российской империи и предусматривающему создание армянской автономии в составе Турции под управлением назначаемых Великими державами генеральных инспекторов.

С момента возникновения армянского вопроса, демографический вес армян стал в Турции вопросом политическим, призванным показать, что армяне составляли лишь незначительное меньшинство среди мусульманского населения. Под прикрытием реформ в 1864—1866 годах Эрзерумский вилайет, бывшее губернаторство Эрменистан, был разделён на семь частей управляемых муташерифами (тур. Mutasarrıf). Часть территорий Эрзерумского вилайета были переданы провинции Диарбакир. Тем не менее армяне составляли значительную долю населения вилайета, и в 1878 году Эрзерумский вилайет путём удаления целых районов от него и добавления других был разделён на четыре вилайета: Эрзерум, Ван, Хаккяри и Муш. В 1886 году османское правительство разделило Армянское нагорье, на этот раз на более мелкие административные единицы. Последняя перекройка районов произошла в 1895 году, восемь вилайетов были объединены в шесть новых административных единиц. При демографических подсчётах османское правительство считало отдельно ортодоксальных армян от армян католиков и протестантов, от греков и сирийцев, в то время как обращённые в ислам армяне, турки, туркоманы, курды, кызылбаши, езиды и прочие, считались совместно.
Первая перепись населения в Османской империи 1844 года показала около 2 000 000 армян в Азиатской Турции. В 1867 году на Всемирной выставке в Париже руководство империи заявило о 2 000 000 армян в Малой Азии и 400 000 в европейской Турции. Согласно данным армянского патриархата, в 1878 году количество армян в Османской империи составляло 3 000 000: 400 000 в европейской Турции, 600 000 в западной Малой Азии, 670 000 в вилайетах Сивас, Трапезунд, Кайсери и Диарбакир и 1 330 000 на Армянском нагорье. В официальной переписи 1881—1893 годов число армян резко падает до 1 048 143 человек. Даже с учётом потерь в 1878 году Карса и Ардагана такое уменьшение количества армян можно объяснить только манипуляциями с цифрами. Ежегодником османского правительства (тур. Salname) за 1882 год налог, выплачиваемый немусульманскими мужчинами, был рассчитан в размере 462 870 турецких фунтов, однако согласно тому же ежегоднику совет министров Турции ожидал поступлений от этого налога в два раза больше, что косвенно подтверждает занижение численности немусульманского населения в два раза. Официальная перепись показывала отсутствие армян в некоторых городах, в отношении которых достоверно известно об их наличии. Османская перепись 1907—1908 годов вызывает те же вопросы, что и предыдущая. Согласно этой переписи, армянское население Эрзерума, Битлиса и Вана осталось тем же, несмотря на резню 1894—1896 годов. Раймонд Кеворкян, подробно анализируя демографические данные, полагает, что эта перепись не имела отношения к реальному подсчёту армянского населения и только повторила данные предыдущей переписи, которые, в свою очередь, были занижены в два раза. В 1912 году армянская патриархия оценила количество армян в вилайетах Ван, Битлис,  Мамурет уль-Азиз, Диарбекир, и Эрзерум в 804 500 человек. В 1914 году патриархия провела более точные подсчёты, которые показали 1 845 450 армян на территории империи. Уменьшение армянского населения более чем на миллион можно объяснить резнёй 1894—1896 годов, бегством армян из Турции и насильственным обращением в ислам. Кроме того, перепись не была полной, так как переписчики патриархии не имели доступа ко всем армянонаселённым пунктам, особенно если они контролировались курдскими племенами. Наиболее показательно это для вилайета Диарбакир, армянское население которого, согласно официальным данным, составляло 73 226 человек, согласно подсчётам патриархии — 106 867, а весной 1915 года из вилайета было депортировано 120 000 армян. Официальная османская статистика оценивала армянское население империи в 1915 году в 1 295 000 человек.
Согласно «Британнике», существуют оценки до более 3,5 млн. Современные оценки армянского населения Османской империи накануне Первой мировой войны, колеблются до 2 500 000 человек.
Согласно рапорту английского посольства, в 1919 году в Турции оставалось 281 000 армян.
Число армянских деревень, церквей и школ в Османской империи в 1914 году
| Вилайет/Регион                                          | деревень | церквей | школ  |
| ------------------------------------------------------- | -------- | ------- | ----- |
| Битлисский вилайет                                      | 681      | 671     | 207   |
| Ванский вилайет                                         | 450      | 537     | 192   |
| Эрзерумский вилайет                                     | 425      | 482     | 322   |
| Харпутский вилайет                                      | 279      | 307     | 204   |
| Диарбекирский вилайет                                   | 249      | 158     | 122   |
| Сивасский вилайет                                       | 241      | 219     | 204   |
| Киликия                                                 | 187      | 537     | 176   |
| Трапезундский вилайет                                   | 118      | 109     | 190   |
| Западная Анатолия                                       | 237      | 281     | 300   |
| Восточная Фракия (включая Константинополь и его округу) | 58       | 67      | 79    |
| Османская империя                                       | 2,925    | 3,368   | 1,996 |

Национальный состав Восточной Анатолии согласно переписи, проведённой Стамбульским патриархатом в 1878 и 1912 годах :
| Национальность     | Численность в 1878 году | %    | Численность в 1912 году | %     |
| ------------------ | ----------------------- | ---- | ----------------------- | ----- |
| Армяне             | 1 330 000               | 64,5 | 1 030 000               | 40,6  |
| Курды,заза, езиды  | 172 300                 | 8,3  | 550 100                 | 21,7  |
| Турки              | 528 000                 | 25,7 | 537 500                 | 21,2  |
| Кызылбаши          | н/д                     |      | 140 000                 | 5,5   |
| Ассирийцы          | 22 000                  | 1    | 98 590                  | 3,9   |
| Татары             | н/д                     |      | 41 500                  | 1,6   |
| Греки              | 7 000                   | 0,2  | 32 593                  | 1,3   |
| Карапапахи         | н/д                     |      | 29 880                  | 1,2   |
| Русские            | н/д                     |      | 22 330                  | 0,9   |
| Черкесские племена | н/д                     |      | 17 000                  | 0,7   |
| Персы              | н/д                     |      | 13 570                  | 0,5   |
| Лазы               | н/д                     |      | 10 000                  | 0,4   |
| Украинцы           | н/д                     |      | 5 280                   | 0,2   |
| Осетины            | 3 250                   | 0,2  | 3 000                   | 0,2   |
| Цыгане             | 3 000                   | 0,1  | 3 000                   | 0,1   |
| Евреи              | н/д                     |      | 1 138                   | 0,1   |
| Литовцы            | н/д                     |      | 892                     | 0,04  |
| Грузины            | н/д                     |      | 526                     | 0,02  |
| Эстонцы            | н/д                     |      | 455                     | 0,02  |
| Немцы              | н/д                     |      | 430                     | 0,02  |
| Аварцы             | н/д                     |      | 328                     | 0,01  |
| Белорусы           | н/д                     |      | 250                     | 0,01  |
| Башкиры            | н/д                     |      | 207                     | 0,008 |
| Даргинцы           | н/д                     |      | 120                     | 0,005 |
| Всего              | 2 062 300               | 100  | 2 536 929               | 100   |

## Современность
Большинство современных армян Турции проживает в Стамбуле, в основном исторически армянском районе Кумкапы, где проживают более 60,000 армян, и его пригородах. Население Малой Азии восточнее условной линии Адана-Самсун относится к антропологическому типу арменоидная раса. По мнению сотрудника центра арменоведения Ереванского государственного университета Айказуна Алварцяна, 80 % стамбульских армян является уже тюркоязычными. Единственная сохранившаяся в стране армянская деревня Вакыфлы, расположенная на склоне горы Муса Лер, находится в иле Хатай.
В стране есть несколько газет на армянском языке.
В Турции действует более 45 церквей Армянской Апостольской Церкви, в которых служат 30 священников и 20 диаконов.
Издаются армяноязычные газеты Нор Мармара и Агос. В Стамбуле действует 17 армянских общеобразовательных школ.
В 2009 году в Турции появились теле- и радиоканалы на армянском языке. Турецкое правительство начало восстановление некоторых из множества разрушенных армянских храмов.
Большинство верующих принадлежат Армянской Апостольской Церкви, есть армяно-католики и евангелисты. Малая часть армян ради спасения от депортации в годы геноцида приняла ислам.